# Gole del torrente Corleone
Le gole del torrente Corleone (o canyon di Corleone) costituiscono un canyon naturale nel territorio di Corleone, comune italiano della città metropolitana di Palermo in Sicilia.
Sono formate dal torrente di Corleone, affluente di sinistra del Belice Sinistro, che, prima dell'ingresso nell'omonimo paese, ha scavato nei secoli un breve ma tortuoso canyon tra alte pareti stratificate composte da rocce calcaree, calcareniti glauconitiche. Al termine della gola, il canyon compie un salto di circa 10 metri, formando la cascata delle Due Rocche.